# محطة مرسيليا سان شارل
محطة مرسيليا سان شارل (بالفرنسية: Gare de Marseille-Saint-Charles) هي محطة السكك الحديدية الرئيسية ومحطة الحافلات بين المدن في مرسيليا، فرنسا. وهي المحطة الجنوبية لخط السكة الحديدية باريس - مرسيليا والمحطة الغربية لخط السكة الحديدية مرسيليا - فينتيميليا.
افتتحت في 8 يناير 1848، بعد بناؤها لخط السكك الحديدية من باريس إلى ليون والبحر الأبيض المتوسط (PLM) على أرض مقبرة سان شارل السابقة. تقع المحطة على قمة تلة صغيرة وترتبط بوسط المدينة بمجموعة ضخمة من السلالم. منذ عام 2001، قللت القطارات فائقة السرعة بشكل كبير من وقت السفر بين مرسيليا وشمال فرنسا؛ فقد زادت حركة المرور من 7.1 مليون مسافر سنويًا في عام 2000 إلى 16.5 مليون في عام 2017. وهذا يجعل المحطة الحادية عشرة الأكثر ازدحامًا في فرنسا.

## تاريخ

### سلالم سان شارل

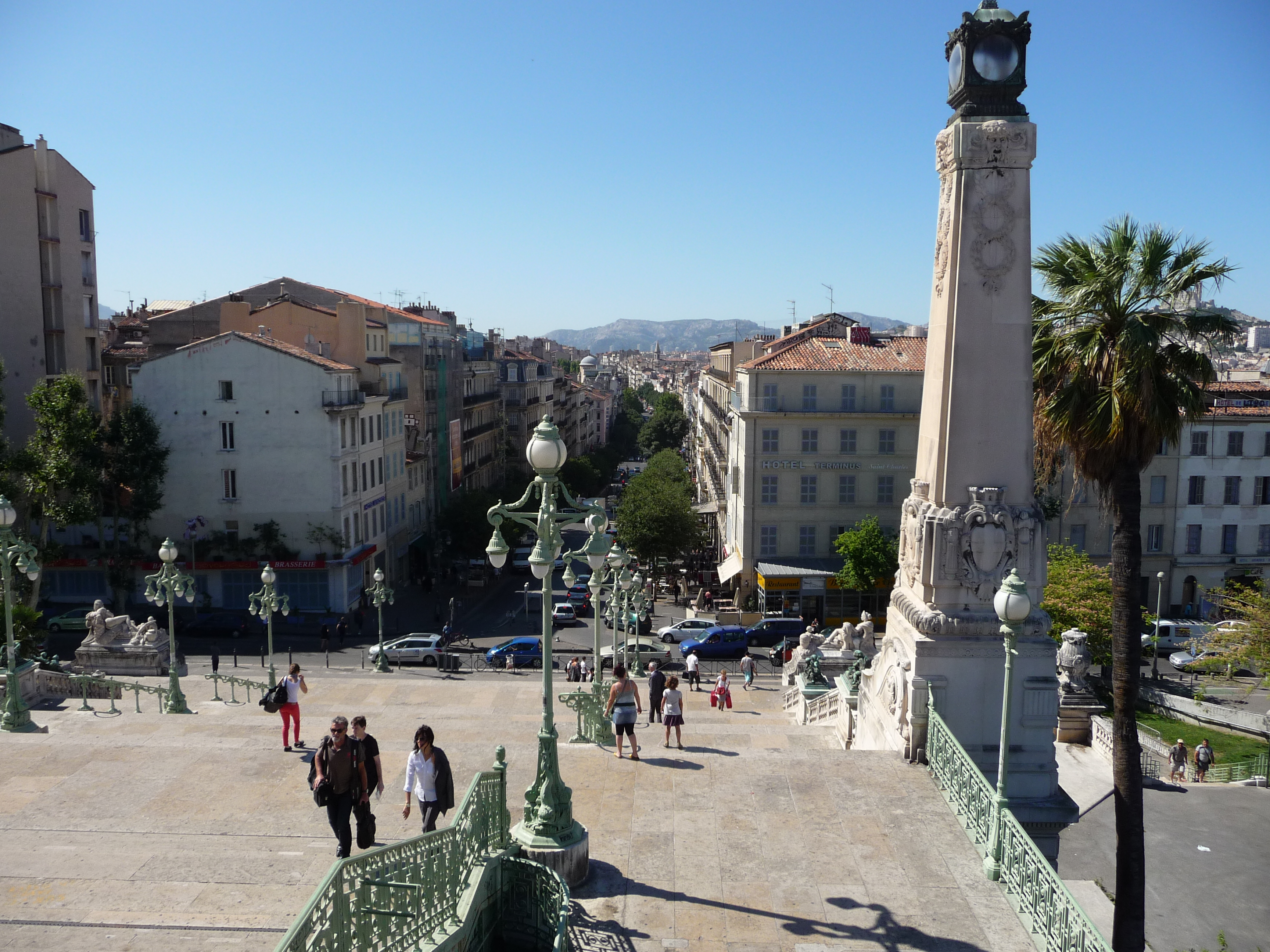
سلالم سان شارل المؤدية إلى وسط المدينة

كانت مدينة مرسيليا سان شارل في السابق محطة رئيسية في الرحلة البحرية إلى أفريقيا والشرق الأوسط والشرق الأقصى، قبل ظهور الطيران. كانت المحطة في الأصل معزولة عن المدينة، وكانت مجهزة بدرج كبير، صممه يوجين سينيس. تمت الموافقة على اقتراحه من قبل البلدية في 3 يوليو 1911، ولكن تأخر بسبب الحرب العالمية الأولى. بدأت أعمال البناء في 17 يوليو 1923؛ وافتتح الدرج الكبير في 22 ديسمبر 1925، قبل أن يفتتحه الرئيس جاستون دوميرج رسميًا في 24 أبريل 1927. ويحد السلالم تماثيل مستوحاة من جميع المواقع البعيدة التي أبحر إليها الناس من ميناء مرسيليا.

### بعد الحرب العالمية الثانية

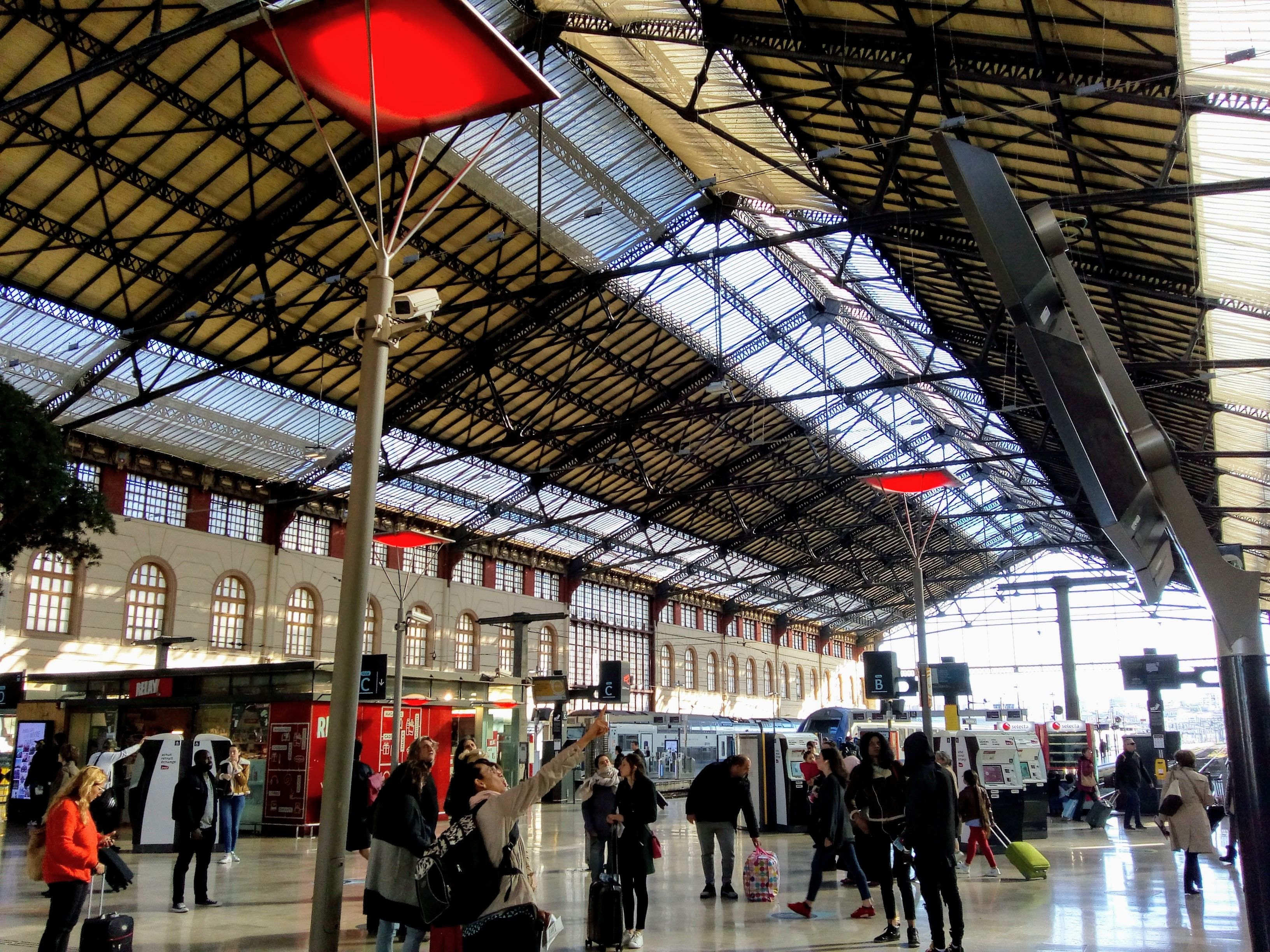
ساحة سان شارل

يوجد في سان شارل حاليًا 14 منصة طرفية وأربعة مسارات تمر عبرها، جميعها مجهزة بسلك علوي بجهد تيار مستمر قدره 1500 فولت. تمتد المسارات في اتجاهات مختلفة، نحو فينتيميليا، إيطاليا، والشمال، وبريانسون، وكذلك محطة الميناء لا جولييت. افتتح أول امتداد بعد الحرب العالمية الثانية. دمرت المباني على الجانب الشمالي وأعيد بناؤها لإيواء مكاتب إدارة الشركة الوطنية للسكك الحديدية. تم افتتاح مستوى وسطي جديد لتعزيز تدفق الركاب. في الجزء الخلفي من المحطة على طول شارع فولتير كان هناك ساحة البضائع التي استخدمت حتى نهاية التسعينيات من قبل عمليات الشحن البري لشركة السكك الحديد.
في ليلة رأس السنة الجديدة عام 1983، أدى انفجار قنبلة في المحطة إلى مقتل شخصين؛ وأدين إليتش راميريز سانشيز، المعروف باسم كارلوس الثعلب، فيما بعد بارتكاب ما تم تصنيفه على أنه هجوم إرهابي. في نهاية تسعينيات القرن العشرين، بدأ مشروع إعادة التطوير مع افتتاح محطة مترو مرسيليا ومحطة الحافلات بالإضافة إلى وصول خط المتوسط فائق السرعة.

### القطار فائق السرعة
منذ عام 2001، سمحت مواقف السيارات الجديدة تحت الأرض والنفق بتجديد المحطة. تم إنشاء قاعة جديدة، قاعة هونورات، تضم المحلات التجارية والخدمات. سمح نقل محطة الحافلات الإقليمية إلى الجانب الآخر من المحطة بإنشاء ساحة جديدة للمشاة، بين المحطة وموقع جامعة إيكس مرسيليا في سان شارل. كما تم إنشاء مساحات جديدة للمشاة مع مقاهي أعلى الدرج الكبير. في ديسمبر 2007، تم الانتهاء من عملية التحديث بتكلفة 230 مليون يورو.

في الأول من أكتوبر/تشرين الأول 2017، قُتلت امرأتان في هجوم بسكين في محطة القطار قبل أن يُقتل الجاني، وهو مهاجر غير شرعي من تونس، برصاص جنود دورية. وقد صنفت الشرطة الأوروبية عمله على أنه إرهاب جهادي.

## خدمات القطارات
تخدم المحطة الخدمات التالية:
- خدمات القطارات عالية السرعة (TGV): باريس - فالينس- أفينيون - مرسيليا سان شارل
- خدمات القطارات عالية السرعة (TGV): بروكسل-ميدي - ليل أوروبا / ليل-فلاندرز - مطار شارل ديغول - ليون بارت ديو - أفينيون - مرسيليا سان شارل
- خدمات القطارات عالية السرعة (AVE): مدريد-أتوشا - سرقسطة - برشلونة-سانتس - بربينيان - مونبلييه سانت روش - أفينيون - إيكس أون بروفانس - مرسيليا سان شارل
- خدمات القطارات عالية السرعة (TGV-Alleo): فرانكفورت - ستراسبورغ فيل - ميلوز فيل - ليون بارت ديو - أفينيون - إيكس أون بروفانس - مرسيليا سان شارل
- خدمات القطارات عالية السرعة (TGV): نانسي - ستراسبورغ - بيزانسون فرانش كومتيه - ديجون فيل - ليون بارت ديو - أفينيون - مرسيليا سان شارل - كان - نيس فيل
- خدمات عالية السرعة (TGV Lyria): لوزان - جنيف - كورنافين - مرسيليا سانت تشارلز
- خدمات القطارات عالية السرعة (TGV): ليون بارت ديو - فالنسيا جنوب رون ألب - أفينيون - إيكس أون بروفانس - مرسيليا سان شارل - تولون - لي آرك-دراجوينا - كان - نيس فيل
- خدمات القطارات عالية السرعة (TGV): لوهافر - روان-ريف درويت - فرساي-شانتييه - ليون بارت ديو - أفينيون - مرسيليا سان شارل
- خدمات القطارات عالية السرعة (TGV): رين / نانت - لومان - ليون بارت ديو - أفينيون - مرسيليا سان شارل
- خدمات القطارات عالية السرعة (تاليس): أمستردام سنترال - روتردام سنترال - أنتويرب سنترال - بروكسل ميدي / بروكسل زويد - أفينيون - مرسيليا سان شارل
- خدمات بين المدن (Intercités): بوردو سان جان - تولوز ماتابياو - ناربون - بيزييه - مونبلييه سان روش - نيم - آرل - مرسيليا سان شارل
- خدمات القطارات عالية السرعة (TGV Ouigo): مارن لا فاليه / ليون بيراش - ليون سانت إكزوبيري - أفينيون - مرسيليا سان شارل
- الخدمات الإقليمية بين المدن: ليون بارت ديو - مونتيليمار - أورانج - أفينيون سنتر - آرل - ميراماس - مرسيليا سان شارل
- الخدمات الإقليمية بين المدن: بورتبو (إسبانيا) - بربينيان - بيزييه - مونبلييه سانت روش - ميراماس - مطار فيترول - مرسيليا سان شارل
- الخدمات الإقليمية بين المدن: جاب - سيسترون - إيكس أون بروفانس سيتي - مرسيليا سان شارل
- الخدمات الإقليمية بين المدن مرسيليا سان شارل - تولون - لي آرك - دراجوينا سانت رافائيل - كان - أنتيب - نيس فيل
- الخدمات الإقليمية: أفينيون-المركز - آرل - ميراماس - مطار فيترولس - مرسيليا يوروميديتيراني - مرسيليا سان شارل
- الخدمات الإقليمية: أفينيون - أفينيون-المركز - صالون - ميراماس - مطار فيترولس - مرسيليا يوروميديتيراني - مرسيليا سان شارل
- الخدمات المحلية: ميراماس - فوس سور مير - كاري لو رويه - سيون سانت هنري - مرسيليا سان شارل
- الخدمات المحلية: بيرتويس - إيكس أون بروفانس - غاردان - سانت أنطوان - مرسيليا سان شارل
- الخدمات المحلية: مرسيليا سانت أنطوان - مرسيليا سان شارل
- الخدمات المحلية: مرسيليا سان شارل - مرسيليا بلانكارد - أوبان - تولون - (هييريس)
- الخدمات المحلية: مرسيليا سان شارل - مرسيليا بلانكارد - لا باراس - أوبان

## روابط خارجية
- Marseille-Saint-Charles station at "Gares & Connexions", the official website of SNCF (in French)

43°18′11″N 5°22′52″E / 43.30306°N 5.38111°E